# USS Abraham Lincoln (CVN-72)

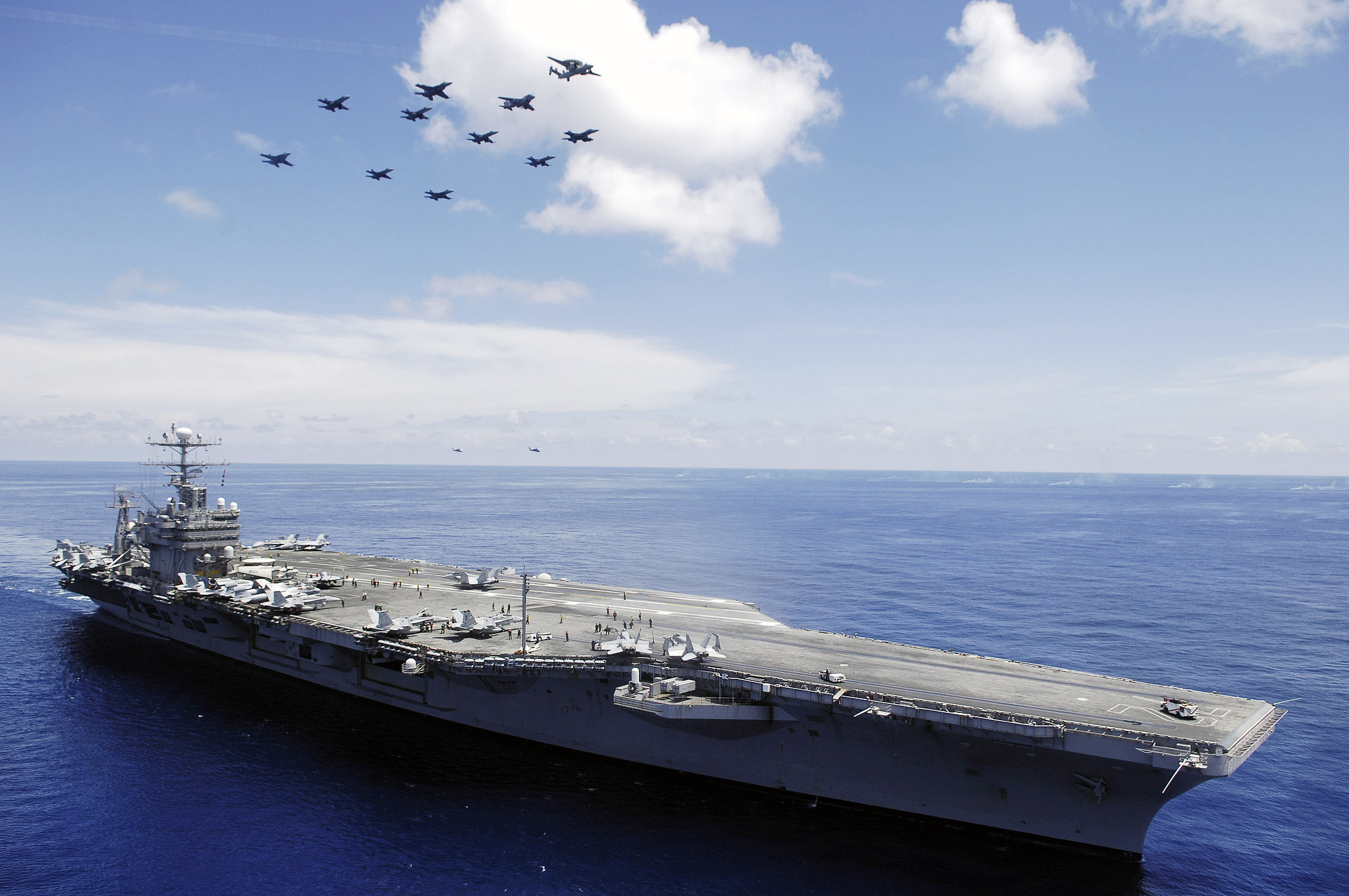
USS Abraham Lincoln và các máy bay từ Không đoàn Không quân tàu sân bay số 2 (CVW-2) thực hiện một cuộc trình diễn trên không ở Biển Đông vào ngày 8 tháng 5 năm 2006

USS Abraham Lincoln (CVN-72), là con tàu thứ năm của lớp Nimitz siêu tải của Hải quân Hoa Kỳ. Đây là tàu hải quân thứ hai được đặt tên theo cựu tổng thống Abraham Lincoln. Cảng quê nhà của nó ở Norfolk, Virginia, và thuộc Hạm đội Đại Tây Dương Hoa Kỳ.
Hàng không mẫu hạm USS Abraham Lincoln được hạ thủy ngày 13/2/1988, tại Norfolk, Virginia. Đây là tàu sân bay đầu tiên được trang bị máy bay chiến đấu F/A-18E/F Super Hornet, nâng cấp từ F/A-18C/D của hải quân.
Giữa tháng 12/2002, USS Abraham Lincoln, do hãng đóng tàu Newport News (Virginia) sản xuất, trở về Mỹ. Ngày 18/12, tàu sân bay này lên đường tới Australia.
Đặc điểm của USS Abraham Lincoln
- Hệ thống phản lực: 2 lò phản ứng hạt nhân
- Máy nâng máy bay: 4
- Đường băng: 4
- Tổng chiều dài: 332,85 mét
- Diện tích sàn sân bay: 18.211 m2
- Trọng lượng nước rẽ của tàu: 100.000 tấn
- Tốc độ: 35 hải lý/giờ
- Máy bay: 85
- Giá thành: khoảng 3,5 tỷ USD
- Vũ khí: 3 bệ phóng Mk 29 NATO Sea Sparrow, 4 Phalanx CIWS Mk 15 (20 mm)
- Cảng chính: Everett, Washington
Cuối tháng 12, theo các bản tin từ Hải quân Mỹ, USS Abraham Lincoln hoặc USS Kitty Hawk sẽ được tái triển khai ở vùng Vịnh, do căng thẳng leo thang giữa Baghdad và Washington. Vào thời điểm đó, người ta không rõ Lincoln vẫn tiếp tục được duy trì hay chỉ nhận báo động phòng mọi trường hợp. Ngày 31/12, tàu sân bay này nhận lệnh triển khai trên biển và sẵn sàng cho cuộc chiến ở vùng Vịnh.
Ngày 2/1/2003, USS Abraham Lincoln có mặt ở tây bắc Australia. Sau đó, hàng không mẫu hạm trở về Freemantle để được duy tu, bảo dưỡng trước khi trở lại vùng Vịnh.